# Доссорский район
Доссорский район — административная единица в Гурьевском округе и Казакской АССР, существовавшая в 1928—1931 годах.

## История
Доссорский район был образован в 1928 году в составе Гурьевского округа Казакской АССР на территории упразднённых Ракушинской, и частей Соколинской и Эмбинской волостей Гурьевского уезда Уральской губернии.
17 декабря 1930 года в связи с ликвидацией округов Доссорский район перешёл в прямое подчинение Казакской АССР.
27 декабря 1931 года Доссорский район был упразднён, а его территория разделена между Гурьевским, Жилокосинским и Тайпакским районами.